# ガーデンパーティー
『ガーデンパーティー』（Garden Party）は、2016年のフランスのCGアニメーション・短編映画である。フランスのアニメーション学校のMoPAの学生である6人の3Dアーティストが卒業制作として監督した。クレルモン＝フェラン映画祭、SIGGRAPH、ナッシュビル映画祭などで上映され、多くの賞を獲得した。
第90回アカデミー賞短編アニメ賞にノミネートされている。

## プロット
放棄された家屋の中を2匹のカエルが本能の赴くままに探検する。

## 受賞とノミネート
| 年   | 映画祭・小                 | 部門               | 対象 | 結果   |
| ---- | -------------------------- | ------------------ | --- | ------ |
| 2017 | アカデミー賞               | 短編アニメ賞       | ヴィクター・カイア、ガブリエル・グラッペロン | 未決定 |
| 2017 | ナッシュビル映画祭         | 審査員大賞         | フロリアン・バビキアン、ヴィンセントバイユー、ヴィクター・カイア、 テオフィル・デュフレーヌ、ガブリエル・グラッペロン、ルーカス・ナヴァロ       | 受賞   |
| 2017 | クレルモン＝フェラン映画祭 | 審査員特別賞       | フロリアン・バビキアン、ヴィンセントバイユー、ヴィクター・カイア、 テオフィル・デュフレーヌ、ガブリエル・グラッペロン、ルーカス・ナヴァロ       | 受賞   |
| 2017 | SIGGRAPH                   | 学生プロジェクト賞 | フロリアン・バビキアン、ヴィンセントバイユー、ヴィクター・カイア、 テオフィル・デュフレーヌ、ガブリエル・グラッペロン、ルーカス・ナヴァロ、MoPA | 受賞   |